# Большой Каракопа
Большой Каракопа (каз. Үлкен Қарақопа) — озеро в Костанайском районе Костанайской области Казахстана. Находится в 13 км к западу от посёлка Тиминский.
По данным топографической съёмки 1943 года, площадь поверхности озера составляет 4,82 км². Наибольшая длина озера — 5 км, наибольшая ширина — 1,1 км. Длина береговой линии составляет 12,1 км, развитие береговой линии — 1,54. Озеро расположено на высоте 178,6 м над уровнем моря.